# Juan Francisco Lombardo
Francisco Lombardo (Mendoza, 11 juni 1925 – Buenos Aires, 24 mei 2012) was een Argentijnse voetballer.
Lombardo begon zijn carrière bij Newell's Old Boys uit Rosario in 1947. Na vijf seizoenen verkaste hij naar Boca Juniors. Bij deze club speelde hij aan de zijde van andere bekende namen Julio Musimessi, Eliseo Mouriño en Antonio Rattín. In 1954 won hij met Boca de landstitel. In 1960 ging hij naar River Plate. Bij Boca kon hij slechts één keer scoren, in een wedstrijd tegen CA Platense. Bij River Plate werd hij slechts negen keer opgesteld en daarna ging hij op pensioen.
Hij speelde ook 7 jaar voor het nationale elftal en was een van de spelers die op het WK 1958, dat ook wel de ramp van Zweden genoemd wordt, bij alle wedstrijden ingezet werd. Hij speelde ook drie keer de Copa América en kon die in 1955 en 1959 winnen.